# Bendogo (Loumbila)
Pour les articles homonymes, voir Bendogo.
Bendogo est une localité située dans le département de Loumbila de la province de l'Oubritenga dans la région Plateau-Central au Burkina Faso.

## Santé et éducation
Bendogo accueille un centre de santé et de promotion sociale (CSPS) tandis que le centre médical avec antenne chirurgicale (CMA) de la province se trouve à Ziniaré.
Le village ne possède pas d'école primaire.